# きよめ餅総本家
きよめ餅総本家（きよめもちそうほんけ）とは、愛知県名古屋市熱田区に本店のある和菓子店。

## 概要
熱田神宮の土産菓子として親しまれる「きよめ餅」で知られる老舗和菓子店。きよめ餅は羽二重餅で漉し餡を包んだもので、「きよめ」の焼き印が押されている。
きよめ餅の起源は、1785年（天明5年）頃に熱田神宮の西門の近くに「きよめ茶屋」が設けられ、参拝者はきよめ茶屋で旅の疲れを癒してから熱田神宮を参拝したとする話まで遡る。元々名物のなかった熱田神宮周辺の地域に伊勢神宮における赤福餅のような名物を作ろうという考えから、きよめ茶屋の話を基に初代・新谷栄之助が戦前に「きよめ餅」と名づけた菓子を考案、今の名鉄神宮前駅前に店舗を構えた。きよめ餅は瞬く間に名物となり、より参拝者が購入しやすいように現在の本家の位置へと移転した。きよめ餅は3代目当時に栗入りが考案され、現在ではお祝い向けの紅白のものも販売されている。
以前は本家に喫茶店を併設しており、ケーキやプリンなどの洋菓子も販売していた名残で現在でも洋風の和菓子が店頭に並んでいる。現在では名鉄神宮駅前売店に喫茶部「喜与女茶寮（きよめさりょう）」が併設されている。
きよめ餅以外で代表的なものとして干菓子の「藤団子（とうだんご）」が挙げられる。一般的には十団子と呼ばれる和菓子で、熱田神宮で献茶会が行われる毎月15日に合わせて販売されている。

## 商品
主力商品
- きよめ餅
- きよめ餅（栗入り）
- 藤団子

和菓子
- 千鈴
- 春敲門
- かすが
- 丸八もなか
- 栗羊羹・練羊羹・朧の梅
- 黒ねり・大夜
- 一福餅

洋菓子
- ナビエール
- レーズンサブレ
- ブロクケーキ
- フリアン

## 店舗
- 本家（愛知県名古屋市熱田区）
- 名鉄神宮駅前売店（愛知県名古屋市熱田区）
  - 名鉄神宮駅前喫茶部 喜与女茶寮

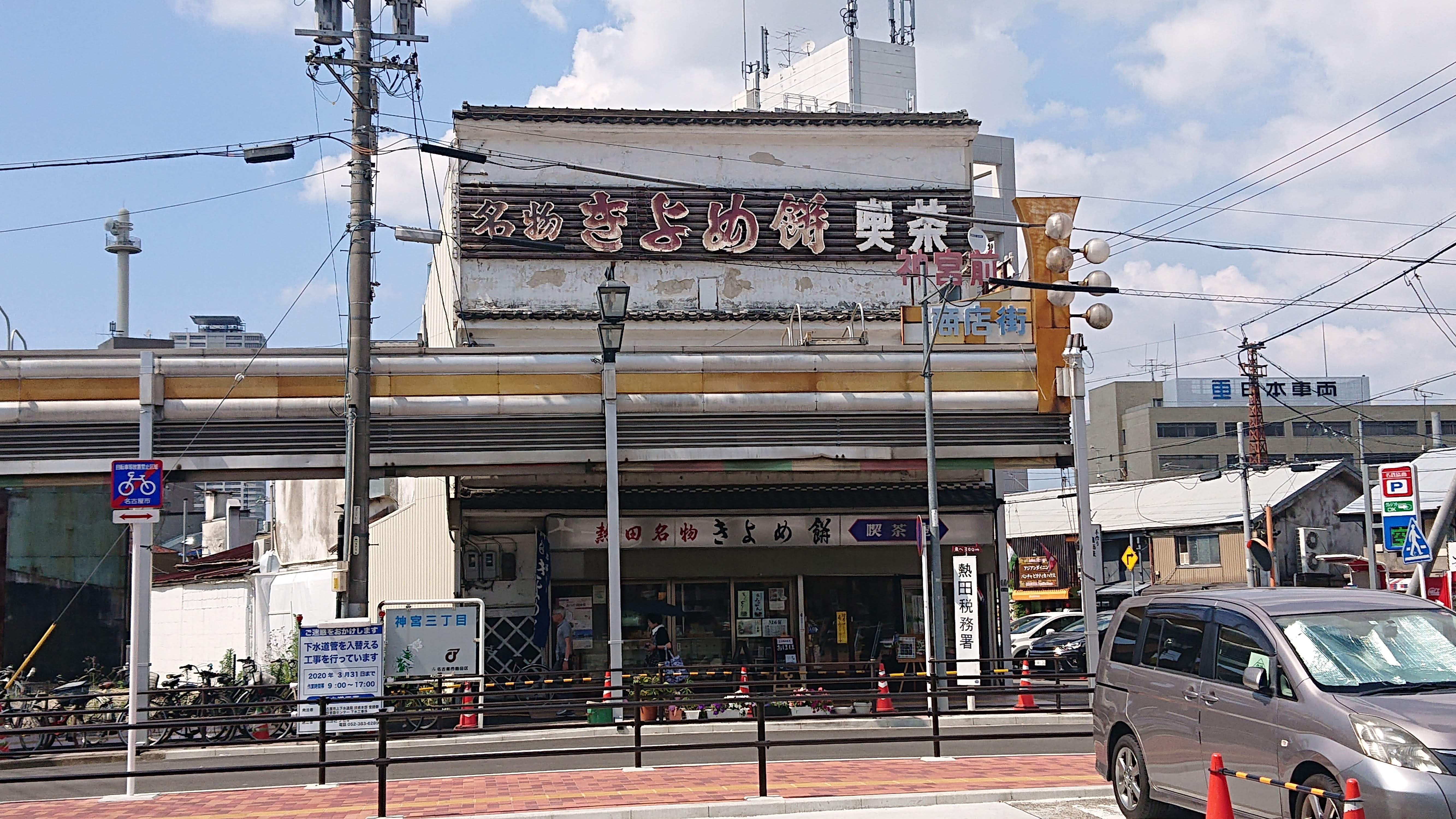
きよめ餅喫茶

- パレマルシェ神宮店1階名店街（愛知県名古屋市熱田区）